# L'Italia non è un paese povero
L'Italia non è un paese povero è un film tv del 1960 diretto da Joris Ivens.
Documentario in tre episodi settimanali sull'Italia e sui cambiamenti provocati dalla sua metanizzazione, realizzato da Joris Ivens con la collaborazione dei fratelli Taviani, Valentino Orsini, Tinto Brass e con il commento di Alberto Moravia. La voce narrante è di Enrico Maria Salerno.

## Storia
Fu censurato, rimontato, e il negativo originale fatto sparire. Una copia della versione integrale si salvò grazie alla valigia diplomatica usata da Brass, come raccontato in Quando l'Italia non era un paese povero, film documentario di Stefano Missio che ne racconta le travagliate vicende.
Esistono almeno tre versioni di questo film: quella montata dal regista, la versione rimontata dalla RAI con una lunga intervista a Enrico Mattei fatta da Paolo Taviani e la versione "industriale" con il commento in inglese. Brass aveva iniziato a curare una versione per il cinema, ma l'accanimento contro questo film fece sì che nemmeno il film tv potesse essere proposto agli Oscar, perché privo del visto di censura.